# 庫爾帕帕塔山
庫爾帕帕塔山（Qullpapata），是秘魯的山峰，位於該國中南部萬卡韋利卡大區，由萬卡韋利卡省的阿科班比亞區負責管轄，屬於安地斯山脈的一部分，海拔高度4,922米。

## 外部連結
- . IGN, Peru.   [March 22, 2015]. （原始内容存档于2015-04-02）.